# 정반

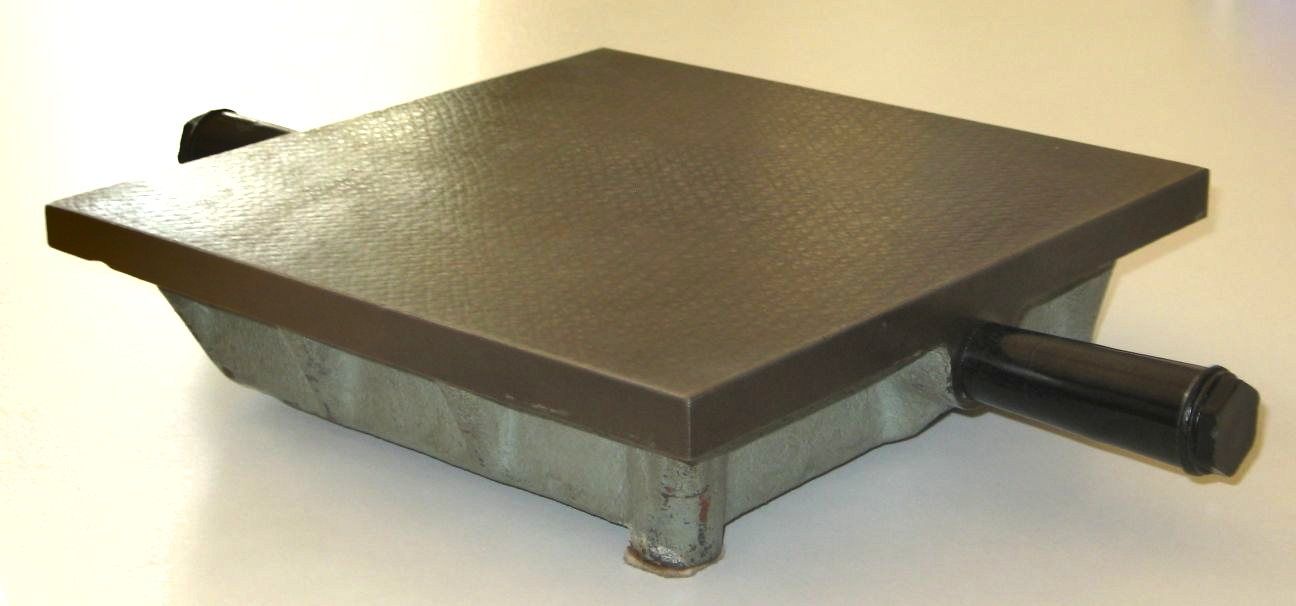
250 mm x 250 mm 정반

정반(定盤, surface plate)은 목형이나 주형상자를 놓는 대로서 주형도마라고 하며 변형이 적은 것이 좋다.
정반은 정밀 검사, 마킹(레이아웃) 및 툴링 설정을 위한 기본 수평 기준 평면으로 사용되는 단단하고 평평한 판이다. 정반은 종종 공작물에 대한 모든 측정의 기준선으로 사용되므로 하나의 기본 표면은 0등급 플레이트의 경우 11.5μm 또는 2960mm당 0.0115mm 미만의 공차로 매우 평평하게 마무리된다. 정반은 제조 산업에서 흔히 사용되는 도구이며 좌표 측정 기계, 정밀 광학 조립 또는 기타 고정밀 과학 및 산업 기계와 같은 기계의 통합 구조 요소가 될 수 있도록 마운팅 포인트가 장착되는 경우가 많다. 정반은 일반적으로 정사각형 또는 직사각형이지만 어떤 모양으로도 절단할 수 있다.